# Last Dance (Dua Lipa)
Last Dance is de tweede single van de het debuutalbum van de Britse zangeres Dua Lipa. Lipa schreef het nummer met Stephen "Koz" Kozmeniuk en Talay Riley, waarvan Kozmeniuk de productie van de single deed. De single verscheen op 9 februari 2016, en is te vinden op de deluxe editie van haar debuutalbum.
In de videoclip van Last Dance die op 18 februari 2016 uitkwam, loopt Lipa door een woud. Er wordt gebruikgemaakt van kleurfilters. In de videoclip maakt de zangeres het Albanees symbool met haar handen, een verwijzing naar haar Albanese roots. Jon Brewer en Ian Blair zorgden voor de productie van de videoclip. Het nummer werd niet gepromoot zoals Be the One, waardoor het naast een tip-positie in Vlaanderen geen hitlijsten behaalde.

## Tracklist
| Nr. | Titel      | Duur |
| --- | ---------- | ---- |
| 1.  | Last Dance | 3:48 |

| Nr. | Titel                           | Duur |
| --- | ------------------------------- | ---- |
| 1.  | Last Dance (Stefan Ponce Remix) | 4:57 |
| 2.  | Last Dance (Coucheron Remix)    | 3:02 |